# Колегія святого Андрія
Колегія святого Андрія або Колеґія святого Андрея в Вінніпезі (англ. St. Andrew's College) — вищий навчальний заклад Української православної церкви Канади Константинопольського Патріархату, діє як структурний підрозділ Манітобського університету. Заснований у 1964 році. Готує кандидатів у священики та інших осіб для служби в Українській православній церкві Канади та інших православних церквах. При колегії святого Андрія діє велика бібліотека.

## Історія
Конкретний план заснування Колегії святого Андрія був вперше запропонований 29 червня 1943 року на Конференції духовенства і був нею схвалений. Кампанія зі збору коштів на Колегію була офіційно проголошена 15 січня 1944 року.
У 1945 році було придбано будівлю. З осені 1946 року почалася навчання в новому власному будинку. Урочисте відкриття відбулося 26 листопада 1946 року. Новий навчальний заклад створювався як вища школа теологічного напрямку. Випускники отримували дипломи православного священика.
Для навчання надавалося кілька програм: середня школа, богословський факультет, літні курси української культури для дітей. 1952—1953 навчальний рік був останнім для середньої школи. Трохи пізніше почалися переговори з Манітобським університетом про з'єднання коледжу з університетом.
У 1962 року керівництво Колегії святого Андрія підписало контракт з Манітобським університетом, ставши асоційованим коледжем даного університету, що давало ряд переваг: по-перше, вона визнана вищою школою державного рівня; по-друге, поруч з богословським відкритий гуманітарний факультет, що дозволило приєднатися до системи канадського державного університету; по-третє, якісно збільшувався викладацький склад; по-четверте, збільшувалася кількість студентів, оскільки право вступу мали українці різних віросповідань.
Оскільки Колегія святого Андрія стала частиною Манітобського університету, з липня 1964 року її нове приміщення розташувалося в кампусі Форт-Гаррі Манітобського університету.
Для полегшення процесу інтеграції і, зокрема, розробки та акредитації відповідної програми гуманітарних курсів, в якості основи майбутнього приєднання, коледж найняв протоієрея Олега Кравченка, колишнього на той момент викладача в Університеті Саскачевану і в 1973 році призначив його деканом гуманітарних наук, а в 1974 році — деканом факультету. Його місія полягала в підготовці коледжу до його повної афіліації з університетом. Відновилися літні програми для дітей. Побудували гуртожиток для своїх студентів.
У грудні 1981 році Колегія підписала угоду про афіляцію (приєднання) з Манітобським університетом на підставі його гуманітарної програми, що складається з 17 курсів з мови, образотворчих мистецтв, історії, географії, релігії, літератури, фольклористики та політології. Вони стали основою новоствореного Центру українсько-канадських досліджень (Centre for Ukrainian Canadian Studies), що розмістився в коледжі Святого Андрія в Університеті Манітоби.

## Сучасний стан
У коледжі є каплиця, де щодня проходять відправи. Студенти беруть активну участь у церковному хорі, богослужінні і в молитвах. Каплиця відкрита для всіх студентів університету. Є бібліотека, у фондах якої понад 40 тисяч книг, де зберігається багато цінних матеріалів українознавчої тематики. У 1971 році фонди бібліотеки поповнилися особистою бібліотекою митрополита Іларіона (Огієнка).
Колегія святого Андрія прагне підтримувати всіх успішних студентів Манітобського університету, які вивчають українську канадську спадщину або православ'я.
Як зазначено на офіційному сайті, «Колегія існує, щоб сприяти розвитку духовного, наукового, культурного і морального керівництва в Церкві, українсько-канадській громаді і канадській спільноті».